# Базітамак
Базітама́к (рос. Базитамак, башк. Баҙытамаҡ) — село у складі Ілішевського району Башкортостану, Росія. Адміністративний центр Базітамацької сільської ради.
Населення — 666 осіб (2010; 718 у 2002).
Національний склад:
- башкири — 41 %
- татари — 36 %